# Лебяжье (Красногорский район)
Лебяжье — село в Красногорском районе Алтайского края. Входит в состав Соусканихинского сельсовета.

## География
Расположено на берегах реки Бии. Абсолютная высота — 203 метра над уровнем моря.

## История
Согласно «Списку населённых мест Сибирского края», изданному в 1928 году, имелось два населённых пункта в составе Новиковского района Бийского округа, позднее объединённых в село Лебяжье:
1. Село Лебяжье (правобережное). Основано в 1824 году. В 1926 году имелось 67 хозяйств и проживало 353 человека (173 мужчины и 180 женщин). В национальном составе населения того периода преобладали русские. Действовала школа I ступени. В административном отношении являлось центром Лебяжье-Правобережинского сельсовета.
2. Село Лебяжье (левобережное). Основано в 1846 году. В 1926 году имелось 242 хозяйства и проживало 1288 человек (609 мужчин и 679 женщин). В национальном составе населения также преобладали русские. Действовали школа I ступени и лавка общества потребителей. В административном отношении являлось центром Лебяжье-Левобережинского сельсовета.

## Население
| 1926 | 1997 | 1998 | 1999 | 2000 | 2001 | 2002 | 2003 | 2004 | 2005 |
| ---- | ---- | ---- | ---- | ---- | ---- | ---- | ---- | ---- | ---- |
| 1288 | ↘370 | ↗383 | ↘365 | ↗390 | ↘335 | ↘331 | ↘330 | ↗332 | ↘330 |
| 2006 | 2007 | 2008 | 2009 | 2010 | 2011 | 2012 | 2013 |      |      |
| ↘310 | ↘300 | ↗319 | ↗346 | ↘293 | ↘289 | ↘285 | ↗295 |      |      |

Национальный состав
Согласно результатам переписи 2002 года, в национальной структуре населения русские составляли 98 %.